# Hệ thống Quan sát Trái Đất
Hệ thống Quan sát Trái Đất (tiếng Anh: Earth Observing System) là một chương trình của NASA bao gồm loạt dự án về các vệ tinh nhân tạo và dụng cụ khoa học nằm trên quỹ đạo Trái Đất, được thiết kế để quan sát toàn cầu lâu dài về đất liền, sinh quyển, khí quyển và các đại dương. Thành phần vệ tinh của chương trình được phóng vào năm 1997. Đây là trọng tâm của chương trình Earth Science Enterprise của NASA.

## Danh sách dự án và ngày phóng
| Dự án đang hoạt động | Dự án đã hoàn tất |

| Vệ tinh              | Ngày phóng vệ tinh   | Thời gian hoạt động      | Ngày hoàn tất                               | Nơi phóng vệ tinh   | Cơ quan       | Thông tin dự án |
| -------------------- | -------------------- | ------------------------ | ------------------------------------------- | ------------------- | ------------- | --- |
| ACRIMSAT             | 20 tháng 12 năm 1999 |                          | 30 tháng 7 năm 2014                         | Vandenberg          | NASA          | Nghiên cứu tổng thể về bức xạ Mặt Trời |
| ADEOS I              | 17 tháng 8 năm 1996  |                          | 30 tháng 6 năm 1997                         | Tanegashima         | NASA / NASDA  | Nghiên cứu tán xạ gió và lập bản đồ tầng ozon |
| ADEOS II (Midori II) | 14 tháng 12 năm 2002 |                          | 24 tháng 10 năm 2003                        | Tanegashima         | JAXA / NASA   | Theo dõi chu trình nước và năng lượng như là một phần của hệ thống khí hậu toàn cầu                                                                         |
| ATS-3                | 7 tháng 12 năm 1966  | 3 năm                    | 1 tháng 12 năm 1978                         | Cape Canaveral      | NASA          | Quan sát thời tiết |
| ATLAS-1              | 24 tháng 3 năm 1992  |                          | 2 tháng 4 năm 1992                          |                     | NASA          | Làm sáng tỏ tác động của con người đến môi trường |
| CHAMP                | 15 tháng 7 năm 2000  | 5 năm                    | 19 tháng 9 năm 2010                         | Plesetsk 132/1      | GFZ           | Nghiên cứu khí quyển và tầng điện ly |
| CRRES                | 25 tháng 7 năm 1990  | 3 năm                    | 12 tháng 10 năm 1991                        | Cape Canaveral      | NASA          | Khảo sát không gian, plasma và các hạt năng lượng bên trong từ quyển                                                                                        |
| DE 1 and DE 2        | 3 tháng 8 năm 1981   |                          | 28 tháng 2 năm 1991 and 19 tháng 2 năm 1983 | Vandenberg          | NASA          | Nghiên cứu sự tương tác giữa các plasma trong tầng điện từ với những thứ trong tầng điện ly                                                                 |
| ERBS                 | 5 tháng 10 năm 1864  | 2 năm                    | 14 tháng 10 năm 2005                        | Cape Canaveral      | NASA          | Nghiên cứu bức xạ của Trái Đất và aerosol trong tầng bình lưu và khí quyển                                                                                  |
| ESSA program         | 1966 - 1969          |                          |                                             | Cape Canaveral      | ESSA / NASA   | Cung cấp hình chụp vệ tinh |
| ERS-1                | 17 tháng 7 năm 1991  |                          | tháng 3 năm 2000                            | Kourou              | ESA           | Đo tốc độ gió, hướng và các thông số sóng biển |
| SeaWiFS              | 1 tháng 8 năm 1997   | 1 tháng 8 năm 2002       | 11 tháng 12 năm 2010                        | Vandenberg          | GeoEye / NASA | Cung cấp dữ liệu định lượng về tính chất quang sinh học đại dương toàn cầu                                                                                  |
| TRMM                 | 27 tháng 11 năm 1997 | 27 tháng 11 năm 2000     | 9 tháng 4 năm 2015                          | Tanegashima         | NASA / JAXA   | Theo dõi và nghiên cứu lượng mưa nhiệt đới |
| Landsat 7            | 15 tháng 4 năm 1999  |                          | Đang hoạt động                              | Vandenberg          | NASA          | Cung cấp cho thế giới hình ảnh bề mặt đất toàn cầu |
| QuikSCAT             | 19 tháng 6 năm 1999  | 19 tháng 6 năm 2002      | 19 tháng 11 năm 2009                        | Vandenberg          | NASA / JPL    | Thu được mặt cắt radar toàn cầu và gió vector gần bề mặt Trái Đất                                                                                           |
| Terra (EOS-AM)       | 18 tháng 12 năm 1999 | 18 tháng 12 năm 2005     | Đang hoạt động                              | Vandenberg          | NASA          | Cung cấp dữ liệu toàn cầu về trạng thái của khí quyển, đất đai và đại dương                                                                                 |
| NMP/EO-1             | 21 tháng 11 năm 2000 |                          | 30 tháng 3 năm 2017                         | Vandenberg          | NASA          | Trình bày các công nghệ và chiến lược mới để việc quan sát Trái Đất được cải thiện                                                                          |
| Jason 1              | 7 tháng 12 năm 2001  |                          | 1 tháng 7 năm 2013                          | Vandenberg          | NASA / CNES   | Cung cấp thông tin về vận tốc và độ cao hiện tại bề mặt đại dương                                                                                           |
| Meteor 3M-1/Sage III | 10 tháng 12 năm 2001 |                          | 6 tháng 3 năm 2006                          | Baikonur            | Roscosmos     | Cung cấp các phép đo chính xác, dài hạn của ozon, aerosol, hơi nước và các thông số quan trọng khác của khí quyển Trái Đất                                  |
| GRACE                | 17 tháng 3 năm 2002  |                          | Đang hoạt động                              | Plesetsk Cosmodrome | NASA / DLR    | Đo trường trọng lực trung bình và biến thiên thời gian của Trái Đất                                                                                         |
| Aqua                 | 4 tháng 5 năm 2002   | ngày 4 tháng 5 năm 2008  | Đang hoạt động                              | Vandenberg          | NASA          | Thu thập thông tin về nước trong hệ thống Trái Đất |
| ICESat               | 12 tháng 1 năm 2003  |                          | 14 tháng 8 năm 2010                         | Vandenberg          | NASA          | Đo cân bằng khối lượng băng, độ cao của đám mây và aerosol, đặc điểm địa hình và thảm thực vật                                                              |
| SORCE                | 25 tháng 1 năm 2003  |                          | Đang hoạt động                              | Cape Canaveral      | NASA          | Nâng cao hiểu biết của con người về Mặt Trời |
| Aura                 | 15 tháng 7 năm 2004  | 15 tháng 7 năm 2010      | Đang hoạt động                              | Vandenberg          | NASA          | Điều tra các câu hỏi về xu hướng ozone, thay đổi chất lượng không khí và mối liên hệ của chúng với biến đổi khí hậu                                         |
| CloudSat             | 28 tháng 4 năm 2006  | 28 tháng 4 năm 2009      | Đang hoạt động                              | Vandenberg          | NASA          | Cung cấp khảo sát toàn cầu, trực tiếp đầu tiên về cấu trúc thẳng đứng và sự chồng chéo của các hệ thống đám mây và hàm lượng chất lỏng và nước đá của chúng |
| CALIPSO              | 28 tháng 4 năm 2006  |                          | Đang hoạt động                              | Vandenberg          | NASA / CNES   | Nâng cao hiểu biết về vai trò của các sol khí và các đám mây trong việc điều hòa khí hậu Trái Đất                                                           |
| SMAP                 | 31 tháng 5 năm 2015  | ngày 31 tháng 5 năm 2018 | Đang hoạt động                              | Vandenberg          | NASA          | Đo độ ẩm đất bề mặt và trạng thái đóng băng |
| OCO-2                | 2 tháng 7 năm 2014   | 2 tháng 7 năm 2019       | Đang hoạt động                              | Vandenberg          | NASA          | Cung cấp các phép đo toàn cầu dựa trên không gian của carbon dioxide trong khí quyển                                                                        |
| Aquarius             | 10 tháng 6 năm 2011  |                          | 17 tháng 6 năm 2015                         | Vandenberg          | NASA / CONAE  | Lập bản đồ các biến đổi không gian và thời gian của độ mặn mặt nước biển                                                                                    |
| Landsat 8            | 11 tháng 2 năm 2013  | 11 tháng 2 năm 2018      | Đang hoạt động                              | Vandenberg          | NASA / USGS   | Cung cấp cho thế giới hình ảnh bề mặt đất toàn cầu |